# Wheeler Peak (Nevada)
Wheeler Peak je nejvyšší hora pohoří Snake Range
a současně druhá nejvyšší hora Nevady.
Je také nejvyšším vrcholem Národního parku Great Basin. Wheeler Peak má jednu z nejvyšších prominencí ve Spojených státech amerických a druhou nejvyšší v Nevadě po Charleston Peaku. Leží na východě Nevady, na jihovýchodě White Pine County.